# Danh sách tiểu hành tinh: 16301–16400
| Tên                  | Tên đầu tiên | Ngày phát hiện       | Nơi phát hiện          | Người phát hiện                                        |
| -------------------- | ------------ | -------------------- | ---------------------- | ------------------------------------------------------ |
| 16301 -              | 6576 P-L     | 24 tháng 9 năm 1960  | Palomar                | C. J. van Houten, I. van Houten-Groeneveld, T. Gehrels |
| 16302 -              | 6634 P-L     | 24 tháng 9 năm 1960  | Palomar                | C. J. van Houten, I. van Houten-Groeneveld, T. Gehrels |
| 16303 -              | 6639 P-L     | 24 tháng 9 năm 1960  | Palomar                | C. J. van Houten, I. van Houten-Groeneveld, T. Gehrels |
| 16304 -              | 6704 P-L     | 24 tháng 9 năm 1960  | Palomar                | C. J. van Houten, I. van Houten-Groeneveld, T. Gehrels |
| 16305 -              | 6707 P-L     | 24 tháng 9 năm 1960  | Palomar                | C. J. van Houten, I. van Houten-Groeneveld, T. Gehrels |
| 16306 -              | 6797 P-L     | 24 tháng 9 năm 1960  | Palomar                | C. J. van Houten, I. van Houten-Groeneveld, T. Gehrels |
| 16307 -              | 7569 P-L     | 17 tháng 10 năm 1960 | Palomar                | C. J. van Houten, I. van Houten-Groeneveld, T. Gehrels |
| 16308 -              | 7627 P-L     | 22 tháng 10 năm 1960 | Palomar                | C. J. van Houten, I. van Houten-Groeneveld, T. Gehrels |
| 16309 -              | 9054 P-L     | 17 tháng 10 năm 1960 | Palomar                | C. J. van Houten, I. van Houten-Groeneveld, T. Gehrels |
| 16310 -              | 1043 T-1     | 25 tháng 3 năm 1971  | Palomar                | C. J. van Houten, I. van Houten-Groeneveld, T. Gehrels |
| 16311 -              | 1102 T-1     | 25 tháng 3 năm 1971  | Palomar                | C. J. van Houten, I. van Houten-Groeneveld, T. Gehrels |
| 16312 -              | 1122 T-1     | 25 tháng 3 năm 1971  | Palomar                | C. J. van Houten, I. van Houten-Groeneveld, T. Gehrels |
| 16313 -              | 1199 T-1     | 25 tháng 3 năm 1971  | Palomar                | C. J. van Houten, I. van Houten-Groeneveld, T. Gehrels |
| 16314 -              | 1248 T-1     | 25 tháng 3 năm 1971  | Palomar                | C. J. van Houten, I. van Houten-Groeneveld, T. Gehrels |
| 16315 -              | 2055 T-1     | 25 tháng 3 năm 1971  | Palomar                | C. J. van Houten, I. van Houten-Groeneveld, T. Gehrels |
| 16316 -              | 2089 T-1     | 25 tháng 3 năm 1971  | Palomar                | C. J. van Houten, I. van Houten-Groeneveld, T. Gehrels |
| 16317 -              | 2127 T-1     | 25 tháng 3 năm 1971  | Palomar                | C. J. van Houten, I. van Houten-Groeneveld, T. Gehrels |
| 16318 -              | 2128 T-1     | 25 tháng 3 năm 1971  | Palomar                | C. J. van Houten, I. van Houten-Groeneveld, T. Gehrels |
| 16319 -              | 3252 T-1     | 26 tháng 3 năm 1971  | Palomar                | C. J. van Houten, I. van Houten-Groeneveld, T. Gehrels |
| 16320 -              | 4078 T-1     | 26 tháng 3 năm 1971  | Palomar                | C. J. van Houten, I. van Houten-Groeneveld, T. Gehrels |
| 16321 -              | 4225 T-1     | 26 tháng 3 năm 1971  | Palomar                | C. J. van Houten, I. van Houten-Groeneveld, T. Gehrels |
| 16322 -              | 4409 T-1     | 26 tháng 3 năm 1971  | Palomar                | C. J. van Houten, I. van Houten-Groeneveld, T. Gehrels |
| 16323 -              | 1107 T-2     | 29 tháng 9 năm 1973  | Palomar                | C. J. van Houten, I. van Houten-Groeneveld, T. Gehrels |
| 16324 -              | 1181 T-2     | 29 tháng 9 năm 1973  | Palomar                | C. J. van Houten, I. van Houten-Groeneveld, T. Gehrels |
| 16325 -              | 1332 T-2     | 29 tháng 9 năm 1973  | Palomar                | C. J. van Houten, I. van Houten-Groeneveld, T. Gehrels |
| 16326 -              | 2052 T-2     | 29 tháng 9 năm 1973  | Palomar                | C. J. van Houten, I. van Houten-Groeneveld, T. Gehrels |
| 16327 -              | 3092 T-2     | 30 tháng 9 năm 1973  | Palomar                | C. J. van Houten, I. van Houten-Groeneveld, T. Gehrels |
| 16328 -              | 3111 T-2     | 30 tháng 9 năm 1973  | Palomar                | C. J. van Houten, I. van Houten-Groeneveld, T. Gehrels |
| 16329 -              | 3255 T-2     | 30 tháng 9 năm 1973  | Palomar                | C. J. van Houten, I. van Houten-Groeneveld, T. Gehrels |
| 16330 -              | 3276 T-2     | 30 tháng 9 năm 1973  | Palomar                | C. J. van Houten, I. van Houten-Groeneveld, T. Gehrels |
| 16331 -              | 4101 T-2     | 29 tháng 9 năm 1973  | Palomar                | C. J. van Houten, I. van Houten-Groeneveld, T. Gehrels |
| 16332 -              | 4117 T-2     | 29 tháng 9 năm 1973  | Palomar                | C. J. van Houten, I. van Houten-Groeneveld, T. Gehrels |
| 16333 -              | 4122 T-2     | 29 tháng 9 năm 1973  | Palomar                | C. J. van Houten, I. van Houten-Groeneveld, T. Gehrels |
| 16334 -              | 4278 T-2     | 29 tháng 9 năm 1973  | Palomar                | C. J. van Houten, I. van Houten-Groeneveld, T. Gehrels |
| 16335 -              | 5058 T-2     | 25 tháng 9 năm 1973  | Palomar                | C. J. van Houten, I. van Houten-Groeneveld, T. Gehrels |
| 16336 -              | 5080 T-2     | 25 tháng 9 năm 1973  | Palomar                | C. J. van Houten, I. van Houten-Groeneveld, T. Gehrels |
| 16337 -              | 5087 T-2     | 25 tháng 9 năm 1973  | Palomar                | C. J. van Houten, I. van Houten-Groeneveld, T. Gehrels |
| 16338 -              | 1106 T-3     | 17 tháng 10 năm 1977 | Palomar                | C. J. van Houten, I. van Houten-Groeneveld, T. Gehrels |
| 16339 -              | 2053 T-3     | 16 tháng 10 năm 1977 | Palomar                | C. J. van Houten, I. van Houten-Groeneveld, T. Gehrels |
| 16340 -              | 2110 T-3     | 16 tháng 10 năm 1977 | Palomar                | C. J. van Houten, I. van Houten-Groeneveld, T. Gehrels |
| 16341 -              | 2182 T-3     | 16 tháng 10 năm 1977 | Palomar                | C. J. van Houten, I. van Houten-Groeneveld, T. Gehrels |
| 16342 -              | 2271 T-3     | 16 tháng 10 năm 1977 | Palomar                | C. J. van Houten, I. van Houten-Groeneveld, T. Gehrels |
| 16343 -              | 2326 T-3     | 16 tháng 10 năm 1977 | Palomar                | C. J. van Houten, I. van Houten-Groeneveld, T. Gehrels |
| 16344 -              | 2370 T-3     | 16 tháng 10 năm 1977 | Palomar                | C. J. van Houten, I. van Houten-Groeneveld, T. Gehrels |
| 16345 -              | 2391 T-3     | 16 tháng 10 năm 1977 | Palomar                | C. J. van Houten, I. van Houten-Groeneveld, T. Gehrels |
| 16346 -              | 2682 T-3     | 11 tháng 10 năm 1977 | Palomar                | C. J. van Houten, I. van Houten-Groeneveld, T. Gehrels |
| 16347 -              | 3256 T-3     | 16 tháng 10 năm 1977 | Palomar                | C. J. van Houten, I. van Houten-Groeneveld, T. Gehrels |
| 16348 -              | 3465 T-3     | 16 tháng 10 năm 1977 | Palomar                | C. J. van Houten, I. van Houten-Groeneveld, T. Gehrels |
| 16349 -              | 4062 T-3     | 16 tháng 10 năm 1977 | Palomar                | C. J. van Houten, I. van Houten-Groeneveld, T. Gehrels |
| 16350 -              | 1964 VZ2     | 11 tháng 11 năm 1964 | Nanking                | Purple Mountain Observatory                            |
| 16351 -              | 1971 US      | 16 tháng 10 năm 1971 | Hamburg-Bergedorf      | L. Kohoutek                                            |
| 16352 -              | 1974 FF      | 22 tháng 3 năm 1974  | Cerro El Roble         | C. Torres                                              |
| 16353 -              | 1974 WB      | 16 tháng 11 năm 1974 | Harvard Observatory    | Harvard Observatory                                    |
| 16354 -              | 1975 SN1     | 30 tháng 9 năm 1975  | Palomar                | S. J. Bus                                              |
| 16355 Buber          | 1975 UA1     | 29 tháng 10 năm 1975 | Tautenburg Observatory | F. Börngen                                             |
| 16356 Univbalttech   | 1976 GV2     | 1 tháng 4 năm 1976   | Nauchnij               | N. S. Chernykh                                         |
| 16357 -              | 1976 UP18    | 22 tháng 10 năm 1976 | Kiso                   | H. Kosai, K. Hurukawa                                  |
| 16358 Plesetsk       | 1976 YN7     | 20 tháng 12 năm 1976 | Nauchnij               | N. S. Chernykh                                         |
| 16359 -              | 1978 VO4     | 7 tháng 11 năm 1978  | Palomar                | E. F. Helin, S. J. Bus                                 |
| 16360 -              | 1978 VY5     | 7 tháng 11 năm 1978  | Palomar                | E. F. Helin, S. J. Bus                                 |
| 16361 -              | 1979 MS1     | 25 tháng 6 năm 1979  | Siding Spring          | E. F. Helin, S. J. Bus                                 |
| 16362 -              | 1979 MJ4     | 25 tháng 6 năm 1979  | Siding Spring          | E. F. Helin, S. J. Bus                                 |
| 16363 -              | 1979 MT4     | 25 tháng 6 năm 1979  | Siding Spring          | E. F. Helin, S. J. Bus                                 |
| 16364 -              | 1979 MA5     | 25 tháng 6 năm 1979  | Siding Spring          | E. F. Helin, S. J. Bus                                 |
| 16365 -              | 1979 MK5     | 25 tháng 6 năm 1979  | Siding Spring          | E. F. Helin, S. J. Bus                                 |
| 16366 -              | 1979 ME7     | 25 tháng 6 năm 1979  | Siding Spring          | E. F. Helin, S. J. Bus                                 |
| 16367 -              | 1980 FS4     | 16 tháng 3 năm 1980  | La Silla               | C.-I. Lagerkvist                                       |
| 16368 Città di Alba  | 1981 DF      | 28 tháng 2 năm 1981  | La Silla               | H. Debehogne, G. DeSanctis                             |
| 16369 -              | 1981 DJ      | 28 tháng 2 năm 1981  | Siding Spring          | S. J. Bus                                              |
| 16370 -              | 1981 DA2     | 28 tháng 2 năm 1981  | Siding Spring          | S. J. Bus                                              |
| 16371 -              | 1981 DQ3     | 28 tháng 2 năm 1981  | Siding Spring          | S. J. Bus                                              |
| 16372                | 1981 EP1     | 7 tháng 3 năm 1981   | La Silla               | H. Debehogne, G. DeSanctis                             |
| 16373 -              | 1981 ES5     | 7 tháng 3 năm 1981   | Siding Spring          | S. J. Bus                                              |
| 16374 -              | 1981 EA10    | 1 tháng 3 năm 1981   | Siding Spring          | S. J. Bus                                              |
| 16375 -              | 1981 EM10    | 1 tháng 3 năm 1981   | Siding Spring          | S. J. Bus                                              |
| 16376 -              | 1981 EX10    | 1 tháng 3 năm 1981   | Siding Spring          | S. J. Bus                                              |
| 16377 -              | 1981 EY11    | 7 tháng 3 năm 1981   | Siding Spring          | S. J. Bus                                              |
| 16378 -              | 1981 ET17    | 2 tháng 3 năm 1981   | Siding Spring          | S. J. Bus                                              |
| 16379 -              | 1981 EJ18    | 2 tháng 3 năm 1981   | Siding Spring          | S. J. Bus                                              |
| 16380 -              | 1981 EJ20    | 2 tháng 3 năm 1981   | Siding Spring          | S. J. Bus                                              |
| 16381 -              | 1981 EG25    | 2 tháng 3 năm 1981   | Siding Spring          | S. J. Bus                                              |
| 16382 -              | 1981 ER27    | 2 tháng 3 năm 1981   | Siding Spring          | S. J. Bus                                              |
| 16383 -              | 1981 EV30    | 2 tháng 3 năm 1981   | Siding Spring          | S. J. Bus                                              |
| 16384 -              | 1981 ES31    | 2 tháng 3 năm 1981   | Siding Spring          | S. J. Bus                                              |
| 16385 -              | 1981 EQ32    | 7 tháng 3 năm 1981   | Siding Spring          | S. J. Bus                                              |
| 16386 -              | 1981 ET34    | 2 tháng 3 năm 1981   | Siding Spring          | S. J. Bus                                              |
| 16387 -              | 1981 EB37    | 11 tháng 3 năm 1981  | Siding Spring          | S. J. Bus                                              |
| 16388 -              | 1981 EA39    | 2 tháng 3 năm 1981   | Siding Spring          | S. J. Bus                                              |
| 16389 -              | 1981 EC39    | 2 tháng 3 năm 1981   | Siding Spring          | S. J. Bus                                              |
| 16390 -              | 1981 EG39    | 2 tháng 3 năm 1981   | Siding Spring          | S. J. Bus                                              |
| 16391 -              | 1981 EM40    | 2 tháng 3 năm 1981   | Siding Spring          | S. J. Bus                                              |
| 16392 -              | 1981 EP42    | 2 tháng 3 năm 1981   | Siding Spring          | S. J. Bus                                              |
| 16393 -              | 1981 QS      | 24 tháng 8 năm 1981  | Kleť                   | L. Brožek                                              |
| 16394 -              | 1981 QD4     | 30 tháng 8 năm 1981  | Palomar                | S. J. Bus                                              |
| 16395 Ioannpravednyj | 1981 US14    | 23 tháng 10 năm 1981 | Nauchnij               | L. I. Chernykh                                         |
| 16396 -              | 1981 UN22    | 24 tháng 10 năm 1981 | Palomar                | S. J. Bus                                              |
| 16397 -              | 1982 JS2     | 15 tháng 5 năm 1982  | Palomar                | E. F. Helin, E. M. Shoemaker                           |
| 16398 Hummel         | 1982 SN3     | 24 tháng 9 năm 1982  | Tautenburg Observatory | F. Börngen                                             |
| 16399 -              | 1983 RF2     | 14 tháng 9 năm 1983  | Anderson Mesa          | E. Bowell                                              |
| 16400 -              | 1984 SS1     | 27 tháng 9 năm 1984  | Kleť                   | Z. Vávrová                                             |